# Patrick Bernard Umoh
Patrick Bernard Umoh (Urua Inyang, 1960) nigériai labdarúgó. Ő volt a magyar labdarúgás történetének első színes bőrű játékosa.

## Pályafutása
Patrick Bernard Umoh 1960-ban született egy kis Dél-Nigériai faluban, Urua Inyangban az efik törzs tagjaként. Édesapja állami tisztviselő, édesanyja tanítónő volt. Szüleivel még gyerekként Ikot Erdenébe költöztek, ahonnan első labdarúgással kapcsolatos emlékei is származnak; Umoh játszott az általános iskolai bajnokságban, majd az országos szintű középiskolai küzdelemsorozatban is, sőt édesapja kapus volt, akinek egy sérülés miatt idő előtt vissza kellett vonulnia. Umoh nem gondolta volna, hogy profi futballista lesz, első számú célkitűzésként mindig a tanulást részesítette előnyben, habár folytatta emellett a labdarúgást is. Elmondása szerint egy Nigériában egy harmadosztályú csapatban kezdte el profi karrierjét, még az FC Jetimo csapatában, amelynek mérkőzéseire akár 20-30 ezer ember is kilátogatott.
Umoh 1981-ben érkezett Magyarországra, hogy építészmérnöki diplomát szerezzen a műszaki egyetemen. A tanulás mellett folytatta a labdarúgást is, első magyarországi csapata az akkoriban BLSZ III. osztályú 43. Sz. Építők SE volt, ahol amelynek színeiben közel másfél évig játszott. Itt hívta fel magára leginkább elképesztő gyorsaságával Temesvári Miklósnak, az Újpesti Dózsa akkori edzőjének a figyelmét.
Az Újpest színeiben azonban nem tudott korszakosat alkotni. Az akkoriban még nemzetközi szinten is jegyzett csapatnál legtöbbször padozott, a kezdőbe nem tudott bekerülni: a nigériai légiós jobbára csereként kapott lehetőséget. Debütálására az élvonalban 1983. április 2-án került sor a Nagyerdei stadionban, a DVSC elleni mérkőzés 81. percében ő váltotta Szabó Andrást. Umoh utolsó mérkőzését az Újpestben az ETO ellen vívta. Umoh-t sérülés miatt már a 3. percben le kellett cserélni, a mérkőzést pedig a győri csapat nyerte meg, amely ezzel bajnok lett. Umoh az Újpesttől azonban még így is egy kupával távozhatott.
A következő idényt Umoh már a Csepel színeiben kezdte meg, itt több mérkőzésen is szerepet kapott, sőt, egy alkalommal gólt is szerzett bajnoki mérkőzésen.
Umoh egyes értesülések szerint ma már nem sporttal kapcsolatos tevékenységet folytat, hanem budapesti diplomáját hasznosítva a Nemzeti Fejlesztési Ügynökség főmérnöke lett hazájában.

## Sikerei, díjai
Újpesti Dózsa
- Magyar kupa (1): 1983